# Jugoslawien-Rundfahrt 1965
Das Etappenrennen Jugoslawien-Rundfahrt 1965 fand vom 22. Juli bis 3. August über zwölf Etappen und 1.803 Kilometer statt. Gesamtsieger wurde Cvitko Bilić. Es war die 18. Austragung der Jugoslawien-Rundfahrt. Die Rundfahrt war nur für Amateure offen.

## Rennen
Das Rennen gehörte zur höchsten Kategorie der Jahreswertung des Amateurweltverbandes A.I.O.C.C. der Union Cycliste International (UCI).
Der Kurs des Etappenrennens führte von Belgrad nach Skopje. Am Start waren Nationalmannschaften aus Bulgarien, Dänemark, Italien, den Niederlanden, Rumänien, der Sowjetunion, Ungarn, der Türkei und Jugoslawien, das mit zwei Teams vertreten war. Pro Mannschaft starteten fünf Radrennfahrer.

## Etappen
Die Rundfahrt führte über insgesamt zwölf Etappen. Es gab ein Mannschaftszeitfahren und zwei Einzelzeitfahren.
1. Etappe 135 Kilometer: Sieger Cvitko Bilić, Jugoslawien
2. Etappe 188 Kilometer: Sieger János Juszkó, Ungarn
3. Etappe 180 Kilometer: Sieger Juri Melichow, Sowjetunion
4. Etappe 192 Kilometer: Rudi Valenčič, Jugoslawien
5. Etappe 76 Kilometer (Mannschaftszeitfahren): Sieger Sowjetunion 
6. Etappe 1. Teil 60 Kilometer: Sieger Piet Cooremans, Niederlande 
6. Etappe 2. Teil 100 Kilometer 2. Teil: Gianni Carpentari, Italien
7. Etappe 170 Kilometer: Sieger Luigi Bollasina, Italien
8. Etappe 1. Teil 18 Kilometer Sieger: Cvitko Bilić, Jugoslawien
8. Etappe 2. Teil 155 Kilometer Sieger: Asger Iversen, Dänemark
9. Etappe 100 Kilometer: Radoš Čubrić, Jugoslawien
10. Etappe 122 Kilometer Sieger: Gennadi Lebedew, Sowjetunion
11. Etappe 142 Kilometer Sieger: Stanislaw Schepel, Sowjetunion
12. Etappe 165 Kilometer Sieger: Gerhard Nielsen, Dänemark

## Gesamtwertungen

### Einzel (Gelbes Trikot)
Im Endklassement konnte Cvitko Bilić dank seines 2. Platzes im Zeitfahren auf der letzten Etappe seinen Landsmann Andrej Boltežar von der Spitzenposition verdrängen. 
| Platz | Name              | Mannschaft    | Zeit       |
| ----- | ----------------- | ------------- | ---------- |
| 1.    | Cvitko Bilić      | Jugoslawien A | 45:07:24 h |
| 2.    | Andrej Boltežar   | Jugoslawien A | + 0:03 min |
| 3.    | Luigi Bollasina   | Italien       | + 1:26 min |
| 4.    | Antali Olisarenko | Sowjetunion   | + 3:15 min |
| 5.    | László Mahó       | Ungarn        | + 5:08 min |
| 6.    | Antal Megyerdi    | Ungarn        | + 5:12 min |

### Mannschaftswertung
Der Mannschaftswertung konnte die Sowjetunion gewinnen.